# أندي نيكلسون
أندي نيكلسون (بالإنجليزية: Andy Nicholson)‏ هو منتج أسطوانات وعازف قيثارة ودي جيه وملحن بريطاني، ولد في 13 فبراير 1986 في شفيلد في المملكة المتحدة.

## وصلات خارجية
- الموقع الرسمي
- أندي نيكلسون على موقع ميوزك برينز (الإنجليزية)
- أندي نيكلسون على موقع أول ميوزيك (الإنجليزية)
- أندي نيكلسون على موقع ديسكوغز (الإنجليزية)